# 1931 w polityce

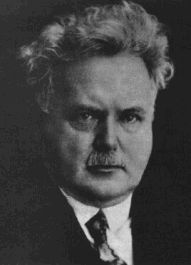
Viktor Dyk

Wydarzenia polityczne w 1931 roku.

## Styczeń
- 27 stycznia – nowym premierem Francji został Pierre Laval[1].

## Luty
- 14 lutego – w Hiszpanii premier generał Damaso Berenguer y Fuste podał się dymisji. Król Alfons XIII powierzył misję utworzenia rządu Rafaelowi Sanchezowi Guerri, jednak po dwóch dniach rozmów Guerra zrezygnował z kandydowania[1].
- 18 lutego – admirał Juan Bautista Aznar-Cabañas został premierem Hiszpanii[1].
- Pod koniec miesiąca z Reichstagu wystąpili posłowie NSDAP, a po nich konserwatyści i komuniści. Była to odpowiedź na ustawę ograniczającą immunitet poselski[1].

## Kwiecień
- 14 kwietnia – w Hiszpanii odbyło się połączone referendum na temat przyszłości monarchii z wyborami samorządowymi. W wyniku referendum król Alfons XIII abdykował i proklamował republikę. Nowym premierem został Niceto Alcalá-Zamora[1].

## Maj
- 14 maja – w Adriatyku utonął Viktor Dyk, czeski poeta, prozaik, prawnik i polityk, współzałożyciel partii Československá národní demokracie[2][3].
- 15 maja – papież Pius XI wydał encyklikę Quadragesimo anno. Encyklika stwierdziła, że odnowa „ustroju społecznego” powinna odbyć się zarówno poprzez reformę instytucji społecznych jak i obyczajów. Dokument skrytykował ustrój socjalistyczny jak i ostrzegał przed błędami kapitalizmu[1].

## Czerwiec
- 13 czerwca – nowym prezydentem Francji został Paul Doumer[1].

## Lipiec
- 16 lipca – Władysław Belina-Prażmowski został wybrany na prezydenta Krakowa[4].

## Wrzesień
- 16 września – urodził się Tadeusz Gocłowski, polski biskup katolicki (zm. 2016)[5].
- 18 września – Japonia zaatakowała chińskie oddziały w Mukdenie[1].

## Październik
- 3 października – pod naciskiem opozycji minister spraw zagranicznych Niemiec Julius Curtius ustąpił ze stanowiska[1].
- 11 października – w Niemczech do dymisji podał się cały gabinet kanclerza Heinricha Bruninga. Prezydent Niemiec Paul von Hindenburg postanowił ponownie powierzyć Bruningowi misję utworzenia rządu, przy czym nowy gabinet miał być apolityczny. Heinrich Bruning przyjął tekę ministra spraw zagranicznych[1].

## Grudzień
- Pokojową Nagrodę Nobla otrzymali Jane Addams i Nicholas Murray Butler[1].